# منظمات مصنفة على أنها إرهابية حسب السعودية
قائمة المنظمات الإرهابية في السعودية هي قائمة مكونة من المنظمات والجماعات و الأحزاب المصنفة إرهابية بحسب حكومة المملكة العربية السعودية و من وضع أسماء المنظمات بالقائمة هي لجنة مشكلة من : وزارة الداخلية ووزارة الخارجية ووزارة الشئون الإسلامية والأوقاف و الدعوة والإرشاد و وزارة العدل وديوان المظالم وهيئة التحقيق والإدعاء العام .

## خلفية
في بداية فبراير 2014 صدرت الأوامر الملكية التالية : 
| منظمات مصنفة على أنها إرهابية حسب السعودية | بسم الله الرحمن الرحيم .. الرقم : أ / 44 .. التاريخ : 3/ 4 / 1435 هـ بعون الله تعالى .. نحن عبدالله بن عبدالعزيز آل سعود ملك المملكة العربية السعودية. انطلاقاً من مقاصد الشريعة الإسلامية في حفظ الأمة ، في دينها ، وأمنها ، ووحدتها ، وتآلفها ، وبعدها عن الفرقة ، والتناحر ، والتنازع ، استهداءً بقول الحق سبحانه // واعتصموا بحبل الله جميعاً ولا تفرقوا // ، وقوله جل وعلا // وأن هذا صراطي مستقيماً فاتبعوه ولا تتبعوا السبل فتفرق بكم عن سبيله // ، وقوله صلى الله عليه وسلم // من فارق الجماعة شبراً فارق الإسلام //. السجن لفترة لا تقل عن 3 سنوات ولا تزيد عن 20 سنة لمن شارك في أعمال قتالية أو أنتمى لتيارات متطرفة وتأسيساً على قواعد الشرع بوضع الضمانات اللازمة لحفظ كيان الدولة من كل متجاوز للمنهج الدستوري المستقر عليه في المملكة العربية السعودية ، بما يمثل نظامها العام الذي استتب به أمنها ، وتآلف عليه شعبها ، تسير به على هدى من الله وبصيرة ، تهدي بالحق وبه تعدل. وانطلاقاً من واجبنا نحو سد الذرائع المفضية لاستهداف منهجنا الشرعي ، وتآلف القلوب عليه من قبل المناهج الوافدة ، التي تتخطى ضوابط الحرية في التبني المجرد للأفكار والاجتهادات إلى ممارسات عملية تخل بالنظام ، وتستهدف الأمن ، والاستقرار ، والطمأنينة ، والسكينة العامة ، وتلحق الضرر بمكانة المملكة ، عربياً وإسلامياً ودولياً وعلاقاتها مع الدول الأخرى بما في ذلك التعرض بالإساءة إليها ورموزها. العقوبة بالسجن تشمل كل من أيد أو تبنى فكر الجماعات المتطرفة وتقدم بأي من أشكال الدعم المادي أو المعنوي لها وبعد الاطلاع على المواد ( الحادية عشرة ، والثانية عشرة ، والسادسة والثلاثين ، والثامنة والثلاثين ، والتاسعة والثلاثين ، والثامنة والأربعين ، والخامسة والخمسين ) من النظام الأساسي للحكم ، الصادر بالأمر الملكي رقم ( أ / 90 ) بتاريخ 27 / 8 / 1412هـ. وبعد الاطلاع على الأنظمة والأوامر ذات الصلة. وعملاً بقواعد المصالح المرسلة في فقهنا الشرعي. وبناءً على ما تقتضيه المصلحة العامة. أمرنا بما هو آت : أولاً : يعاقب بالسجن مدة لا تقل عن ثلاث سنوات ، ولا تزيد على عشرين سنة ، كل من ارتكب - كائناً من كان - أياً من الأفعال الآتية : 1 - المشاركة في أعمال قتالية خارج المملكة ، بأي صورة كانت ، محمولة على التوصيف المشار إليه في ديباجة هذا الأمر. 2 - الانتماء للتيارات أو الجماعات - وما في حكمها - الدينية أو الفكرية المتطرفة أو المصنفة كمنظمات إرهابية داخلياً أو إقليمياً أو دولياً ، أو تأييدها أو تبني فكرها أو منهجها بأي صورة كانت ، أو الإفصاح عن التعاطف معها بأي وسيلة كانت ، أو تقديم أي من أشكال الدعم المادي أو المعنوي لها ، أو التحريض على شيء من ذلك أو التشجيع عليه أو الترويج له بالقول أوالكتابة بأي طريقة. وإذا كان مرتكب أي من الأفعال المشار إليها في هذا البند من ضباط القوات العسكرية ، أو أفرادها ، فتكون العقوبة السجن مدة لا تقل عن خمس سنوات ، ولا تزيد عن ثلاثين سنة. إذا كان المشاركة في القتال بالخارج من ضباط القوات العسكرية، فتكون العقوبة السجن مدة لا تقل عن 5 سنوات ، ولا تزيد عن 30 سنة ثانياً : لا يخل ما ورد في البند ( أولاً ) من هذا الأمر بأي عقوبة مقررة شرعاً أو نظاماً. ثالثاً : تسري على الأفعال المنصوص عليها في البند ( أولاً ) من هذا الأمر الأحكام المنصوص عليها في نظام جرائم الإرهاب وتمويله الصادر بالمرسوم الملكي رقم ( م / 16 ) وتاريخ 24 / 2 / 1435هـ ، بما في ذلك الأحكام المتعلقة بالضبط والقبض والاستدلال والتحقيق والادعاء والمحاكمة. رابعاً : تشكل لجنة من وزارة الداخلية ، ووزارة الخارجية ، ووزارة الشؤون الإسلامية والأوقاف والدعوة والإرشاد ، ووزارة العدل ، وديوان المظالم ، وهيئة التحقيق والادعاء العام ، تكون مهمتها إعداد قائمة - تحدث دورياً - بالتيارات والجماعات المشار إليها في الفقرة ( 2 ) من البند ( أولاً ) من هذا الأمر ، ورفعها لنا ، للنظر في اعتمادها. تشكل لجنة من عدة جهات حكومية تكون مهمتها إعداد قائمة (تحدث دوريا) بالتيارات والجماعات المتطرفة خامساً : قيام وزير الداخلية بالرفع لنا ( أولاً بأول ) عن وقوعات القبض ، والضبط ، والتحقيق ، والإدعاء للجرائم المنصوص عليها في البند ( أولاً ) من هذا الأمر. سادساً : يعمل بما ورد في البنود السابقة من هذا الأمر بعد ثلاثين يوماً من تاريخ نشره في الجريدة الرسمية. عبدالله بن عبدالعزيز آل سعود | منظمات مصنفة على أنها إرهابية حسب السعودية |

## إعلان القائمة
في مطلع مارس 2014 وإستكملا ً لما جاء في الأوامر الملكية في الشهر اللذي سبقه وبعد اجتماع لجنة مشكلة من : وزارة الداخلية ووزارة الخارجية ووزارة الشئون الإسلامية والأوقاف والدعوة والإرشاد ووزارة العدل وديوان المظالم وهيئة التحقيق والإدعاء العام أعلن الآتي في بيان لوزارة الداخلية السعودية نشرته وكالة الأنباء السعودية : 
| منظمات مصنفة على أنها إرهابية حسب السعودية | "بسم الله الرحمن الرحيم الحمد لله والصلاة والسلام على أشرف الأنبياء والمرسلين سيدنا محمد وعلى آله وصحبه أجمعين، أما بعد: استناداً إلى الأمر الملكي الكريم رقم أ / 44 وتاريخ 3 / 4 / 1435هـ ، القاضي في الفقرة (رابعاً)، بتشكيل لجنة من وزارة الداخلية، ووزارة الخارجية، ووزارة الشؤون الإسلامية والأوقاف والدعوة والإرشاد، ووزارة العدل، وديوان المظالم، وهيئة التحقيق والادعاء العام، تكون مهمتها إعداد قائمة - تحدّث دورياً - بالتيارات والجماعات المشار إليها في الفقرة (2) من البند (أولاً) من الأمر الكريم، ورفعها لاعتمادها. تود أن توضح وزارة الداخلية بأن اللجنة المشار إليها اجتمعت وتدارست ذلك ورفعت للمقام الكريم بأن يشمل ذلك كل مواطن سعودي أو مقيم عند القيام بأي أمر من الأمور الآتية: 1. - الدعوة للفكر الإلحادي بأي صورة كانت، أو التشكيك في ثوابت الدين الإسلامي التي قامت عليها هذه البلاد. 2. - كل من يخلع البيعة التي في عنقه لولاة الأمر في هذه البلاد، أو يبايع أي حزب، أو تنظيم، أو تيار، أو جماعة، أو فرد في الداخل أو الخارج. 3. - المشاركة، أو الدعوة، أو التحريض على القتال في أماكن الصراعات بالدول الأخرى، أو الإفتاء بذلك. 4. - كل من يقوم بتأييد التنظيمات، أو الجماعات، أو التيارات، أو التجمعات، أو الأحزاب، أو إظهار الانتماء لها، أو التعاطف معها، أو الترويج لها، أو عقد اجتماعات تحت مظلتها، سواء داخل المملكة أو خارجها، ويشمل ذلك المشاركة في كل وسائل الإعلام المسموعة، أو المقروءة، أو المرئية، ووسائل التواصل الاجتماعي بشتى أنواعها، المسموعة، أو المقروءة، أو المرئية، ومواقع الإنترنت، أو تداول مضامينها بأي صورة كانت، أو استخدام شعارات هذه الجماعات والتيارات، أو أي رموز تدل على تأييدها أو التعاطف معها. 5. - التبرع أو الدعم، سواء كان نقدياً أو عينياً، للمنظمات، أو التيارات، أو الجماعات الإرهابية أو المتطرفة، أو إيواء من ينتمي إليها، أو يروّج لها داخل المملكة أو خارجها. 6. - الاتصال أو التواصل مع أي من الجماعات، أو التيارات، أو الأفراد المعادين للمملكة. 7. - الولاء لدولة أجنبية، أو الارتباط بها، أو التواصل معها بقصد الإساءة لوحدة واستقرار أمن المملكة وشعبها. 8. - السعي لزعزعة النسيج الاجتماعي واللحمة الوطنية، أو الدعوة، أو المشاركة، أو الترويج، أو التحريض على الاعتصامات، أو التظاهرات، أو التجمعات، أو البيانات الجماعية بأي دعوى أو صورة كانت، أو كل ما يمس وحدة واستقرار المملكة بأي وسيلة كانت. 9. - حضور مؤتمرات، أو ندوات، أو تجمعات في الداخل أو الخارج تستهدف الأمن والاستقرار وإثارة الفتنة في المجتمع. 10. - التعرض بالإساءة للدول الأخرى وقادتها. 11. - التحريض، أو استعداء دول، أو هيئات، أو منظمات دولية ضد المملكة. وتشير وزارة الداخلية بأنه تمت موافقة المقام الكريم على ما جاء بهذه المقترحات وصدر الأمر الكريم رقم 16820 وتاريخ 5 / 5 / 1435هـ باعتمادها، وأن يبدأ تنفيذ هذا الأمر اعتباراً من يوم الأحد 8 / 5 / 1435هـ ، الموافق 9 آذار (مارس) 2014م، وأن من يخالف ذلك بأي شكل من الأشكال منذ هذا التاريخ ستتم محاسبته على كل تجاوزاته السابقة، واللاحقة لهذا البيان، كما أمر المقام الكريم بأن يمنح كل من شارك في أعمال قتالية خارج المملكة بأي صورة كانت مهلة إضافية، مدتها خمسة عشر يوماً اعتباراً من صدور هذا البيان لمراجعة النفس والعودة عاجلاً إلى وطنهم، سائلين الله أن يفتح على صدورهم، وأن يعودوا إلى رشدهم. وإذ تعلن وزارة الداخلية ذلك لترفق بهذا القائمة الأولى للأحزاب، والجماعات، والتيارات التي يشملها هذا البيان وهي كل من أطلقت على نفسها مسمى: تنظيم القاعدة - تنظيم القاعدة في جزيرة العرب - تنظيم القاعدة في اليمن - تنظيم القاعدة في العراق - داعش - جبهة النصرة - حزب الله في داخل المملكة - جماعة الإخوان المسلمين - جماعة الحوثي. علماً أن ذلك يشمل كل تنظيم مشابه لهذه التنظيمات، فكراً، أو قولاً، أو فعلاً، وكل الجماعات والتيارات الواردة في قوائم مجلس الأمن والهيئات الدولية وعُرفت بالإرهاب وممارسة العنف. وستقوم الوزارة بتحديث هذه القائمة بشكل دوري وفق ما ورد في الأمر الملكي الكريم، وتهيب بالجميع التقيد التام بذلك، مؤكدة في الوقت ذاته أنه لن يكون هناك أي تساهل، أو تهاون مع أي شخص يرتكب أياً مما أشير إليه. ونسأل الله عز وجل الهداية للجميع مستذكرين قول الحق تعالى: فمن تاب من بعد ظلمه وأصلح فإن الله يتوب عليه إن الله غفور رحيم". | منظمات مصنفة على أنها إرهابية حسب السعودية |

## قائمة المنظمات الإرهابية بحسب حكومة السعودية
- تنظيم القاعدة بكل فروعه حول العالم
- جماعة الإخوان المسلمين
- تنظيم الدولة الإسلامية (داعش)
- جماعة الحوثي
- حزب الله داخل السعودية